# 高修民
高修民（1965年—），是台灣攝影師，擅長兒童、藝術與文化等影像紀錄，畢業於國立臺灣藝術大學視覺傳達設計系。
他最具代表性的作品，是歷經五年拍攝紙風車文教基金會發起的「319鄉村兒童藝術工程」影像紀錄。作品《「天空下的笑顏」319紀念攝影集》為國立歷史博物館典藏。

## 簡歷
出生臺灣臺北市，國小到國中在南投縣中興新村成長。自幼即展現美術天賦。曾就讀過國立中興高級中學普通科，執著學習美術工藝，由漫畫家蕭言中推薦，冒著逐出家門的警告，重考進入新北市私立復興高級商工職業學校美工科就讀，開啟了藝術啟蒙。
高三時與同學為剛出道的唱片製作人小蟲(陳煥昌)，設計唱片專輯封面、「綜藝100」節目所穿的衣服圖案。1993 年參加吳乙峰導演創立第一期「全景紀錄片人才培訓班」。長期記錄臺灣弱勢兒童學習環境，以及「紙風車319鄉村兒童藝術工程」152場次。

## 學歷
- 新北市私立復興高級商工職業學校美工科平面設計組畢業。
- 國立臺灣藝術大學工藝設計系視覺傳達設計組藝術學士。
- 國立臺灣藝術大學視覺傳達設計系藝術碩士。

## 典藏
2012年《「天空下的笑顏」319紀念攝影集》國立歷史博物館數位典藏。

## 獲獎
- 1975年南投縣光復國小四年級獲得第七屆世界兒童畫展佳作。
- 1977年南投縣光復國小六年級獲得中日交流協會合辦全國兒童美術比賽特優。
- 1985年復興商工美工科商業設計組元旦展佳作、張嘉欽校友獎學金、畢業展第二名畢業。
- 1998年教育部文藝創作獎：攝影類入圍。
- 2002、 2005、2007、2009、2011年五屆「社會光明面新聞報導獎」。
- 2005年內政部、臺少盟「兒少新聞報導獎」首獎，2006、2007年「兒少新聞報導獎」攝影、文字類雙料佳作。
- 2007年「臺灣的眼睛TPPA年度新聞攝影徵件展」圖片故事組優選。
- 2008年「臺灣新聞攝影研究會TPPA攝影大賽」圖片故事組優選。
- 2008年卓越新聞獎平面攝影類入圍。
- 2011年第三屆星雲真善美新聞傳播獎---潛力獎。作品「紙風車319鄉系列報導」。
- 2019年總統府建築百年特展攝影比賽專業組：優選獎。

## 展覽
- 1992年文建會藝術季---臺南市美術家邀請展，臺南市立文化中心。
- 1998年誠品藝廊九二一大地震攝影聯展。
- 1998年拍攝特奧唐氏症選手范晉嘉，攝影作品榮登美國《SPIRIT》運動雜誌、愛爾蘭世界特殊奧林匹克專輯。
- 2000年總統府廣場跨年晚會，「影像裝置藝術」藝術家。
- 2003年臺灣藝術大學視覺傳達設計系作品展，臺灣藝術大學視傳系藝廊。
- 2007年「臺灣的眼睛TPPA年度新聞攝影徵件展」臺灣新聞攝影研究會，臺北市立圖書總館藝廊。
- 2008年國家文化總會，「319鄉村兒童藝術工程」一百場感恩影像展。
- 2011年臺北市華光社區影像展。(CSA 文化研究學會、臺大地理系)
- 2012年桃園國際機場第一航廈文化藝廊「紙風車319鄉村兒童藝術工程」攝影展。(財團法人昇恆昌基金會)
- 2019年總統府建築百年「府100」特展。(中華文化總會)

## 著作
- 《愛在世紀浪漫中》[4]作者：高修民、攝影：高修民，（臺北畫刊三十年專輯，1998年12月，頁57-61）
- 《愛是泳不止息》作者：黃桂瑛、攝影：高修民，臺北市長官邸發表。（印刻出版社，2007年1月9日）
- 《紙風車319鄉村兒童藝術工程─孩子的第一哩路》作者：吳念真、李永豐、柯一正、張大魯、高修民。國家文化總會發表。（圓神出版社，2008年4月25日）
- 《Orange媽媽：四分之三的幸福》作者：歐玲君、攝影：高修民，（張老師文化，2008年10月17日）
- 《凝聚愛的每一哩路：紙風車319鄉村兒童藝術工程感動紀實》，（圓神出版社，2011年12月26日）
- 《山頂囝仔搬戲：巧宛然25》攝影：高修民，國立臺灣藝術教育館。（臺北市平等國小巧宛然掌中劇團出版，2012年3月11日）
- 《「天空下的笑顏」319紀念攝影集》作者：高修民，國立歷史博物館發表。（紙風車文教基金會出版，2012年6月25日）
- 〈《天空下的笑顏》兒童藝術工程之肖像攝影紀實〉，國立臺灣藝術大學視覺傳達設計學系碩士創作論文，2014-01-21。

## 外部連結
1. ↑  臺藝風雲榜 的存檔，存档日期2012-05-02.
2. ↑  .   [2012-06-26]. （原始内容存档于2012-11-19）.
3. ↑   中國時報-那些年來...紙風車走過的點滴 30萬張嘻笑童顏 留存史博館 的存檔，存档日期2012-07-01.
4. ↑  國立教育資料館＞教育論文全文索引資料庫[永久]